# Гуго Шифф

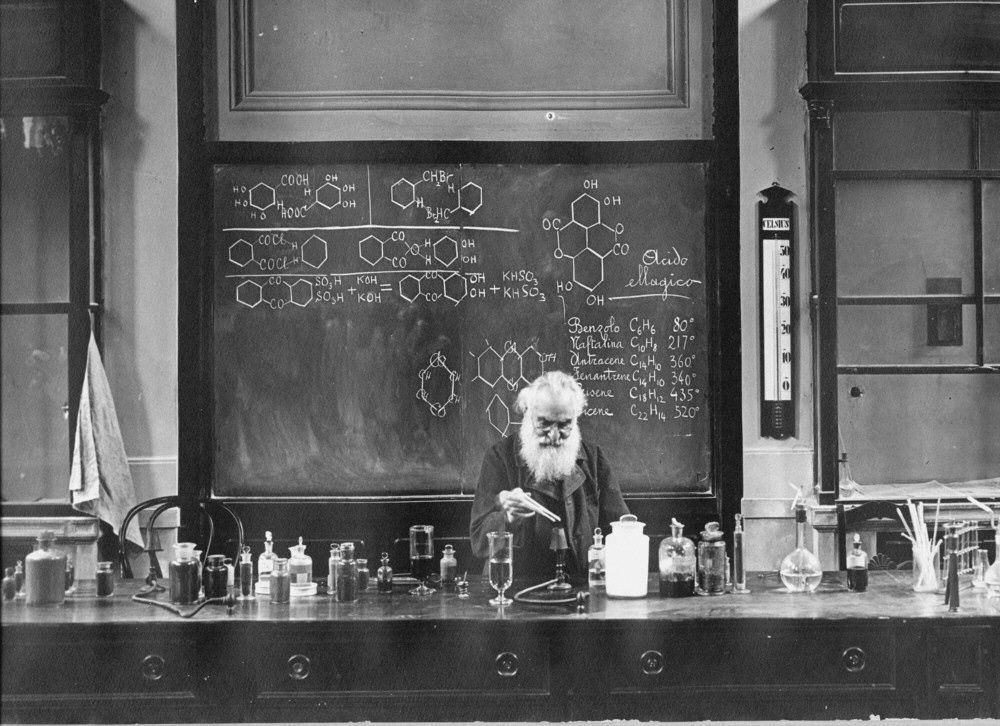
Гуго Шифф у Флоренції (1905)

Гуґо Шифф (Шифф Хуго (Уго) Йозеф) (нім. Hugo (Ugo) Schiff), (26 травня 1834 — 8 вересня 1915) — хімік; першовідкривач  основ Шиффа, інших імінів, якісної реакції на альдегіди з  фуксінсірчистою кислотою.

## Біографія
Брат фізіолога Моріца Шиффа. Народився у Франкфурті-на-Майні, вивчав хімію в Геттінгенському університеті під керівництвом Ф. Велера. Закінчив навчання в 1857 р. (дисертація — нім. Uber einige Naphtyl- und Phenyl-derivate) і відразу ж після цього емігрував до Швейцарії через свої ліберальні погляди. З 1857 по 1863 р. працював в Бернському університеті, а потім переїхав до Італії: спершу в Пізу, а потім у Флоренцію. В 1870 р. спільно зі Станіслао Канніццаро заснував науковий хімічний журнал «Gazzetta Chimica Italiana». В 1877 р. працював у Туринському університеті, але незабаром, в 1879 р., повернувся до Флоренції, де працював в університеті Флоренції, при якому ним було засновано хімічний інститут.
Шифф поділяв соціалістичні погляди і навіть, за чутками, підтримував листування з  К. Марксом і  Ф. Енгельсом. В 1894 р. брав участь в заснуванні італійської соціалістичної газети «Аванті!». Написав біографію Прістлі.